# Stefanovíkeio
Stefanovíkeio (Stefanovikeio) är en ort i Grekland.   Den ligger i prefekturen Nomós Magnisías och regionen Thessalien, i den centrala delen av landet, 180 km nordväst om huvudstaden Aten. Stefanovíkeio ligger 75 meter över havet och antalet invånare är 1 970.
Terrängen runt Stefanovíkeio är kuperad söderut, men norrut är den platt. Terrängen runt Stefanovíkeio sluttar norrut. Runt Stefanovíkeio är det glesbefolkat, med 20 invånare per kvadratkilometer. Närmaste större samhälle är Néa Ionía, 19,3 km sydost om Stefanovíkeio. Trakten runt Stefanovíkeio består till största delen av jordbruksmark.